# Dominique Dion
Dominique Dion (ur. 10 września 1957 w  Quebecu) – kanadyjski piłkarz wodny, uczestnik Letnich Igrzysk Olimpijskich 1976 i 1984.
Na igrzyskach w Montrealu Dion reprezentował Kanadę w kilku meczach, w których nie zdobył jednak żadnego gola. W klasyfikacji końcowej, jego drużyna uplasowała się na dziewiątym miejscu wśród dwunastu, które wzięły udział w igrzyskach.
W 1984 roku na igrzyskach w Los Angeles, Dion także wystąpił w kilku spotkaniach, a w meczu przeciwko Holandii zdobył swojego jedynego gola na igrzyskach olimpijskich. Na tym turnieju Kanada uplasowała się na 10. miejscu.
W 1979 roku, Dion - wraz z kolegami z reprezentacji - zdobył brązowy medal na igrzyskach panamerykańskich, które odbywały się w San Juan w Portoryko.